# Savai'i
Savai'i is het grootste en meest westelijk eiland van de onafhankelijke staat Samoa in de Grote Oceaan. Dit eiland is minder dicht bevolkt dan Upolu, er woonden volgens een telling uit 2011 44.402 mensen. De grootste plaats in Salelologa dat op het oostelijk deel van het eiland ligt.

## Geografische beschrijving
Het eiland is ongeveer 40 km breed en 70 km lang en heeft een oppervlakte van 1694 km². De zuidkust heeft een rotskust met steile kliffen, de noordkust is minder ruig en daar ligt een natuurlijke haven bij de plaats Matautu. Het eiland is van vulkanische oorsprong. Het ligt op de zogenaamde Samoahotspot. Het eiland is een grote schildvulkaan en in het midden bevindt zich een rij vulkaankraters. De hoogste is Mount Silisili met een hoogte van 1858 meter boven zeeniveau. Hier vonden in 1902 vulkaanuitbarstingen plaats. Het midden van het eiland was toen nog niet bewoond. De vulkanische activiteit bleef tot in november 1911 aanhouden. Daarna zijn er (nog) geen nieuwe uitbarstingen gedocumenteerd.
Het eiland heeft een rijk en afwisselend landschap. Aan de noordkust zijn er stranden met palmbomen, aan de zuidkust steile rotskusten en in het binnenland zijn er stukken tropisch regenwoud en boven de 1200 meter boven zeeniveau bevindt zich nevelwoud. Er zijn watervallen, grotten en zoetwatermeertjes. In prehistorische tijden hebben lavastromen de kusten en koraalriffen bereikt, daardoor ontstonden zogenaamde blowholes, door zeegang ondermijnde lavaformaties. Op het eiland liggen ook prehistorische monumenten waarvan sommige nauwelijks zijn onderzocht.

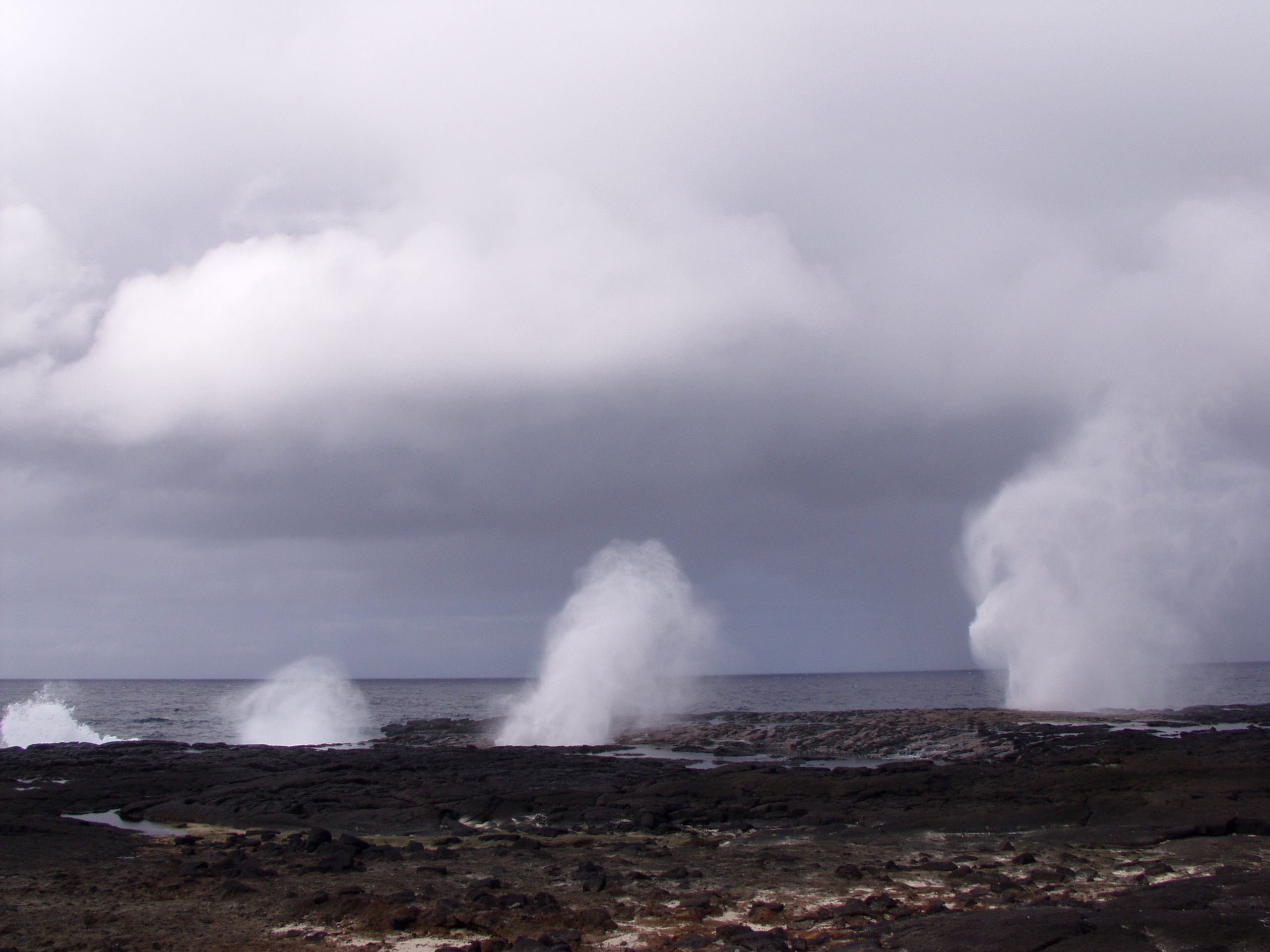
Blowholes op Savai'i
Blodiagram van een hotspot

## Flora en fauna
Het zeer afwisselende landschap levert een zeer gevarieerd planten- en dierenleven. Er zijn bijna 500 soorten hogere planten en ongeveer 200 soorten varens. Ongeveer 25% van de bloemplanten, varens, struiken en bomen is endemisch. Geen enkel ander eiland in Polynesië heeft een vergelijkbare biodiversiteit. Samoa heeft meer soorten vlinders en varens dan het veel grotere Nieuw-Zeeland.
Er zijn endemische zoogdieren, vogelsoorten, skinken en gekko's. De vleerhond Pteropus samoensis is het enige endemische zoogdier. Verder komt er nog de tongavleerhond (P. tonganus) voor. Op Samoa komen 109 soorten vogels voor, waarvan er 7 endemisch zijn en 14 soorten staan op de Rode lijst van de IUCN. De savaibrilvogel (Zosterops samoensis) komt alleen in de montane bossen voor. Het samoawaterhoen (Gallinula pacifica) kwam alleen op dit eiland voor, maar is mogelijk uitgestorven. De tandduif, (Didunculus strigirostris) is ook zo'n ernstig bedreigde soort die vroeger talrijk was op het eiland. Invasieve soorten dieren en planten vormen een voortdurend gevaar voor deze kwetsbare fauna. 